# Gmina Krnjak
Gmina Krnjak (chorw. Općina Krnjak) – gmina w Chorwacji, w żupanii karlowackiej. W 2011 roku liczyła  1985 mieszkańców.